# Lloyd Bentsen
Lloyd Bentsen (Mission, 1921. február 11. –‎ Houston, 2006. május 23.) amerikai szenátor Texasból (1971–1993), az 1988-as elnökválasztás demokrata alelnökjelöltje, és az ország 69. pénzügyminisztere (1993-1994).